# Richtlijn energieprestatie van gebouwen
De Europese richtlijn energieprestatie gebouwen, afgekort als EPBD (Energy Performance of Buildings Directive) is de richtlijn 2002/91/EC (EPBD, 2003) van het Europees Parlement en de Raad van de Europese Unie van 16 december 2002 betreffende de energieprestatie van gebouwen.
Op 4 januari 2003 is de Europese richtlijn Energy Performance Building Directive (EPBD) gepubliceerd en in werking getreden. De Europese richtlijn energieprestatie van gebouwen (EPBD) heeft tot doel het stimuleren van een verbeterde energieprestatie voor gebouwen in de Europese Unie. Hierbij moet rekening worden gehouden met de klimatologische en plaatselijke omstandigheden buiten het gebouw, de eisen voor het binnenklimaat en de kosteneffectiviteit.
De belangrijkste verplichtingen uit de EPBD (met vermelding van het desbetreffende artikel van de richtlijn):
- eisen met betrekking tot een algemeen kader voor de methode om de energieprestatie van gebouwen te berekenen (artikel 3);
- minimumeisen voor de energieprestatie van nieuwe gebouwen (artikel 4 met artikel 5) en van bestaande grote gebouwen, die ingrijpend gerenoveerd worden (artikel 4 met artikel 6);
- de energiecertificering van gebouwen (energielabel) (artikel 7);
- de regelmatige keuring van cv-ketels (artikel 8) en airconditioningsystemen (artikel 9) in gebouwen.

Elke EU-lidstaat heeft een zekere mate van vrijheid om de EPBD te vertalen naar de eigen nationale situatie (subsidiariteitsbeginsel).

## Implementatie in de lidstaten
Op 4 januari 2006 sloot de officiële termijn voor de invoering van de EPBD in alle lidstaten van de EU. Bij gebrek aan gekwalificeerde en/of erkende deskundigen voorziet de richtlijn in een extra termijn van drie jaar voor de integrale toepassing van de artikelen 7, 8 en 9 van de richtlijn. De meeste EU-lidstaten ondervonden door verschillende oorzaken enige vertraging bij de implementatie.
De EPBD 2002/91-richtlijn is herzien en aangescherpt in de Europese richtlijn EPBD 2010/31 en 2024/1275, waarbij de verplichtingen van de EPBD 2002/91 van kracht blijven.

### Invoering in Nederland
Nederland kent reeds sinds 1995 minimumeisen voor de energieprestatie van nieuwe gebouwen, in de vorm van de energieprestatie-coëfficiënt (EPC), zowel voor woningen als voor utiliteitsgebouwen. Nederland liep in Europa voorop met deze integrale energieprestatie-eis. Nederland liep in 2002 ook voorop in Europa met het Energie Prestatie Advies (EPA)voor woningen en gebouwen, waarbij een deskundige van een gecertificeerd bedrijf de energieprestatie beoordeelt en aanbevelingen doet voor energetische verbeteringen die economisch verantwoord zijn. Het EPA stond model voor het 'energieprestatiecertificaat' dat in de EPBD voorgeschreven is bij transacties (artikel 7). Het energieprestatiecertificaat dient afgegeven te worden door een onafhankelijke expert (artikel 10).
Op 1 januari 2008 werd het energielabel in Nederland verplicht, maar de 'verplichting' werd niet gehandhaafd. Een sanctie op het ontbreken van een energielabel bij de verkoop van een woning is pas in 2015 (op grond van de Woningwet) ingevoerd.
De Nederlandse regering is door de Europese Commissie 3 keer in gebreke gesteld in relatie tot vertragingen en tekortkomingen bij de implementatie van de EPBD. Pas per 13 november 2015 was de EPBD (op papier) omgezet in de Nederlandse regelgeving, na de 10e wijziging van de Regeling energieprestaties gebouwen. De Europese Commissie beoordeelt momenteel (11 april 2016) of het Nederlandse energielabel voldoet aan de EPBD.
De Stichting EnergyClaim voert een procedure tegen de Staat namens bijna 100 energiebesparingsbedrijven. EnergyClaim heeft o.a. vastgesteld dat de EPBD-richtlijn in Nederland niet correct is geïmplementeerd.

### Invoering in België
Het energieprestatiecertificaat (EPC) is in Vlaanderen sinds november 2008 verplicht bij de verkoop van woningen en appartementen. Sinds januari 2009 is het document ook verplicht bij de verhuur van wooneenheden, zoals woningen, appartementen en woongebouwen. Het EPC informeert mogelijke kopers of huurders over de energiezuinigheid van een woning.
Het EPC is opgebouwd uit vier gedeelten:
1. de identificatie van de woning, omvattende de ligging en een foto
2. de gekleurde indicatiebalk die aangeeft welke energie-kengetal is van de woning. Dit kengetal is echter niet hetzelfde als het E-peil gekend vanuit de EPB-regelgeving voor nieuwbouw en verbouwingen. Het kengetal is een maat voor de energiezuinigheid van de woning. Hoe beter het kengetal van een woning, hoe meer het indicatiepijltje in de groene zone zal liggen (links). Is het kengetal slechter dan gemiddeld, dan zal deze worden aangegeven in de rode zone.
3. de identificatiegegevens van de energiedeskundige type A
4. enkele (niet verplichte) aanbevelingen om het kengetal te verbeteren en dus de woning energiezuiniger te maken.

### Nederland
- Energielabel woningen en gebouwen | Rijksoverheid.nl Site met informatie over het energielabel van gebouwen.
- SenterNovem: Energieprestatiecertificaat Op deze site biedt SenterNovem, een uitvoeringsorganisatie van de overheid, algemene informatie over het energielabel voor professionals zoals adviseurs en gemeenten.
- SenterNovem: EPN en nieuwbouw - de energieprestatienormering (EPN) stelt eisen aan energiezuinigheid van nieuwbouw]
- SenterNovem: EnergieTransitie Platform Gebouwde Omgeving
- Stichting EnergyClaim EnergyClaim spreekt namens bedrijven de Staat der Nederlanden aan vanwege de benadeling van energiebesparingsbedrijven en de weigering van de Staat om de EPBD correct te implementeren.

### België
- Vlaams Energieagentschap - Vlaams ministerie van Leefmilieu, Natuur en Energie
- Portail de l'Énergie en Région wallonne
- Bruxelles Environnement - Leefmilieu Brussel - Brussels Environment